# 台湾博覧会

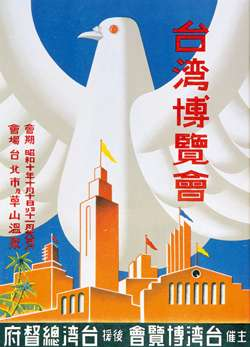
1935年台湾博覧会ポスター

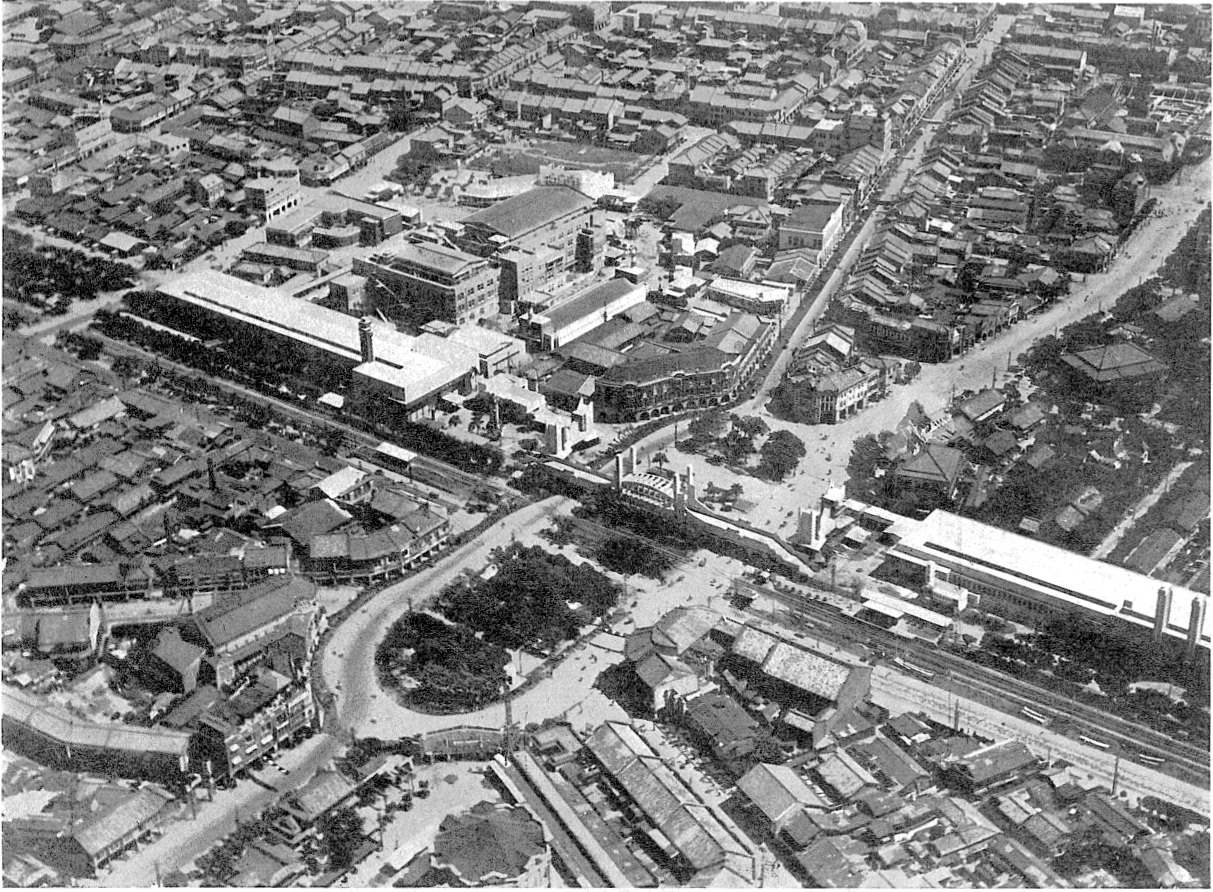
第1会場全景

台湾博覧会 (たいわんはくらんかい)とは、1935年（昭和10年）10月10日から11月28日までの会期で実施された台湾総督府後援の博覧会である。1895年（明治28年）の台湾統治以来の「始政40周年記念」行事として開催された。博覧会総裁は台湾総督中川健藏が就任した。

## 会場
会場は次の場所に設置された。
- 第1会場 - 台北市公会堂など。
- 第2会場 - 台北市新公園。
- 分場 - 台北市太平町大稲埕。
- 草山分館、草山温泉地。

## 会場施設
- 第1会場 - 産業館、林業館、陶業館、鉱山館、交通土木館、興業館、府県館、朝鮮館、満洲館、日本製鉄館、三井館、大陸橋など[3]。
- 第2会場 - 国防館、蕃屋、迎賓館、子供の國、音楽堂、演芸館、映画館、専売館、電気館、船舶館、東京館、大阪館、愛知館、京都館、北海道館、奈良館など[4]。
- 分場 - 南方館、馬産館、暹羅館、比律賓館、演藝館など[5]。